# Pöschl Ede
Selmeczi Pöschl Ede (Bécs, 1820. május 10. – Budapest, 1898. november 29.) bányamérnök, akadémiai tanár, bányatanácsos.

## Életpályája
A gimnáziumot Győrben végezte, 1835–1837 között jogot tanult ugyanitt. 1837–1839 között Selmecbányán bányászati tanulmányokat végzett. 1843–1845 között Bécsben folytatta természettudományi, műszaki tanulmányait. Visszatérve 1846-ban kincstári szolgálatba lépett. 1846–1848 között ösztöndíjas gyakornokként dolgozott. 1847. december 8-tól pénztári tiszt volt a bécsi számvevőségnél. 1850-ben a Selmeci Akadémia ideiglenes, 1855-től az építészet és az ábrázoló geometria rendes tanára lett. 1866-tól a bányagéptan-kohászattan-építészet tanára volt. 1872-től az ábrázoló mértan tanszékének vezetője volt. 1873–1876 között a Selmeci Akadémia rektora volt. 1887-ben nyugdíjba vonult.
Szakcikkei a Berg- und Hüttenmännisches Jahrbuchban, azonkívül a Bányászati és Kohászati Lapokban jelentek meg.

## Családja
Fia, Pöschl Imre (1871–1963) gépészmérnök. Lánya, Pöschl Ilona (1864–1950). Unokája, Pattantyús-Ábrahám Géza (1885–1956) gépészmérnök, akadémikus és Pattantyús-Ábrahám Imre kohómérnök volt.

## Díjai
- Selmecbánya díszpolgára